# Welterbe in Kanada

Zum Welterbe in Kanada gehören (Stand: 2023) 22 UNESCO-Welterbestätten, darunter zehn Stätten des Weltkulturerbes und elf Stätten des Weltnaturerbes sowie eine gemischte Stätte. Kanada ist der Welterbekonvention 1976 beigetreten, die ersten zwei Welterbestätte wurden 1978 in die Welterbeliste aufgenommen. Die bislang letzten Welterbestätten wurden 2023 eingetragen.

## Welterbestätten
Die folgende Tabelle listet die UNESCO-Welterbestätten in Kanada in chronologischer Reihenfolge nach dem Jahr ihrer Aufnahme in die Welterbeliste (K – Kulturerbe, N – Naturerbe, K/N – gemischt, (G) – auf der Liste des gefährdeten Welterbes).
| Bild                                              | Bezeichnung                                                               | Jahr       | Typ | Ref. | Beschreibung |
| ------------------------------------------------- | ------------------------------------------------------------------------- | ---------- | --- | ---- | --- |
| (weitere Bilder)                                  | Historischer Nationalpark L’Anse aux Meadows (Lage)                       | 1978       | K   | 4    | Bei der Siedlung von L’Anse aux Meadows handelt es sich um die einzige sicher nachgewiesene Siedlung der Skandinavier in Nordamerika. Sie bestand nur für einige Jahre um das Jahr 1000 herum. |
| (weitere Bilder)                                  | Nationalpark Nahanni (Lage)                                               | 1978       | N   | 24   | Der Nahanni National Park Reserve ist ein 30.050 km² großes Schutzgebiet im Südwesten der kanadischen Nordwest-Territorien. Eingerichtet wurde das Schutzgebiet 1976. Den Status als Nationalpark hat das Gebiet auf Grund offener Rechtsfragen zwischen der kanadischen Bundesregierung und den Dehcho First Nations bisher nicht, dieser wird jedoch weiterhin angestrebt. Der Park ist einer der ersten, der von der UNESCO zum Weltnaturerbe erklärt wurde. |
| (weitere Bilder)                                  | Dinosaurier-Provinzpark (Lage)                                            | 1979       | N   | 71   | Der Dinosaur Provincial Park liegt in den Kanadischen Badlands im Flusstal des Red Deer Rivers in Alberta und ist als eine der reichsten Fundstelle von Dinosaurierfossilien bekannt. Fossilfunde aus dem Park werden weltweit in Museen ausgestellt. Die Erdformation, in der sich im Park die meisten Fossilien finden, ist etwa 75 Millionen Jahre alt und gehört stratigraphisch in das Campanium. |
| Gletscher im Kluane-Nationalpark (weitere Bilder) | Parksystem Kluane / Wrangell-St. Elias / Glacier Bay / Tatshenshini-Alsek | 1979, 1994 | N   | 72   | Diese transnationale Welterbestätte umfasst ein großes Gebiet mit Gletschern und hohen Gipfeln auf beiden Seiten der Grenze zwischen Kanada und den Vereinigten Staaten. Es wird damit auch das größte nichtpolare Eisfeld der Welt geschützt. 1979 wurden der 1976 gegründete Kluane-Nationalpark (Lage) im Südwesten von Yukon in Kanada und der in Gründung befindliche Wrangell-St.-Elias-Nationalpark (Lage) im Südosten Alaskas gemeinsam in das Welterbe aufgenommen. 1992 kam der 1980 gegründete Glacier-Bay-Nationalpark (Lage) im Süden Alaskas dazu, 1994 der 1993 gegründete Tatshenshini-Alsek Provincial Park (Lage) im äußersten Nordwesten von British Columbia, der an den Kluane-Nationalpark und den Glacier-Bay-Nationalpark angrenzt und sie so miteinander verbindet. |
| (weitere Bilder)                                  | SGang Gway (Lage)                                                         | 1981       | K   | 157  | SG̱aang Gwaii ist der Name der Haida für die Anthony-Insel, welche zum Gwaii-Haanas-Nationalpark in British Columbia gehört. Die innerhalb des Parks gelegene, verlassene Haidasiedlung Ninstints (Nan Sdints) mit ihren Langhausruinen und Totempfählen veranschaulicht Kultur, Kunst und Lebensweise der Haida. Seit 1994 steht der gesamte Nationalpark als Kandidat für eine gemischte Kultur- und Naturerbestätte auf der Tentativliste (Ref. 1938) |
| (weitere Bilder)                                  | Head-Smashed-In Bison Jump (Lage)                                         | 1981       | K   | 158  | Der Head-Smashed-In Buffalo Jump ist ein historischer, traditioneller Jagdplatz nordamerikanischer Indianer. Der Ort befindet sich in der Provinz Alberta, nordwestlich von Fort Macleod. Zur Jagd wurden die Bisons zunächst über abgesteckte Wege an den Rand einer Klippe getrieben und stürzten dort dann etwa zehn Meter in die Tiefe. |
| (weitere Bilder)                                  | Nationalpark Wood Buffalo (Lage)                                          | 1983       | N   | 256  | Der Wood-Buffalo-Nationalpark befindet sich im Grenzbereich der Provinz Alberta sowie der Nordwest-Territorien und wurde 1922 gegründet. Er ist mit einer Fläche von 44.802 km² der größte kanadische Nationalpark. |
| (weitere Bilder)                                  | National- und Provinzialparks in den kanadischen Rocky Mountains          | 1984, 1990 | N   | 304  | Die zusammenhängenden National- und Provinzparks im kanadischen Teil der Rocky Mountains (die Nationalparks Banff, Jasper, Kootenay, Yoho sowie die 1990 hinzugefügten Provinzparks Mount Robson, Mount Assiniboine, Hamber) veranschaulichen die physikalischen Eigenschaften der Rocky Mountains und enthalten wichtige Informationen über die Evolution der Erde. Bereits 1980 war die Burgess-Schiefer-Stätte im Yoho-Nationalpark zum Welterbe erklärt worden, steht aber seit 1984 nicht mehr gesondert auf der Welterbeliste. |
| (weitere Bilder)                                  | Historisches Viertel von Québec (Lage)                                    | 1985       | K   | 300  | Das Gebiet umfasst die Oberstadt sowie die Unterstadt, den historischen Stadtkern von Québec. Weiterhin gehört dazu die 4,6 km lange Stadtmauer umgeben, der einzigen erhalten gebliebenen Stadtbefestigung Amerikas nördlich von Mexiko. |
| (weitere Bilder)                                  | Nationalpark Gros Morne (Lage)                                            | 1987       | N   | 419  | Der Gros-Morne-Nationalpark liegt an der Westküste Neufundlands. Mit seinen 1805 km² ist der 1973 gegründete Park einer der größeren kanadischen Nationalparks im Osten des Landes. Der Park wurde unter anderem wegen seiner geologischen Geschichte zum Weltnaturerbe erklärt. |
| (weitere Bilder)                                  | Altstadt von Lunenburg (Lage)                                             | 1995       | K   | 741  | Lunenburg ist Kanadas älteste deutsche Siedlung und hat einen Stadtkern mit markanter Holzarchitektur. |
| (weitere Bilder)                                  | Internationaler Friedenspark Waterton Glacier (Lage)                      | 1995       | N   | 354  | Der Waterton-Lakes-Nationalpark liegt im Südwesten der kanadischen Provinz Alberta und bildet im Zusammenschluss mit dem US-amerikanischen Glacier-Nationalpark den Waterton-Glacier International Peace Park. Die beiden Parks wurden als eine Einheit zum Weltnaturerbe erklärt. Der Waterton-Lakes Nationalpark wurde bereits 1895 gegründet und hat eine Fläche von 525 km². |
| (weitere Bilder)                                  | Nationalpark Miguasha (Lage)                                              | 1999       | N   | 686  | Der Parc national de Miguasha liegt an der Südküste der Halbinsel Gaspésie und ist ein nicht einmal 1 km² großer Provinzpark im Westen der kanadischen Provinz Québec. Er wurde 1985 gegründet und 1999 wegen seiner Fossilienfundstellen zum Weltnaturerbe erklärt. |
| (weitere Bilder)                                  | Rideau-Kanal (Lage)                                                       | 2007       | K   | 1221 | Der Rideau-Kanal verbindet die Hauptstadt Ottawa mit dem Ontariosee und ist die älteste ununterbrochen benutzte künstliche Wasserstraße in Nordamerika. |
| (weitere Bilder)                                  | Fossile Felsenküste Joggins (Lage)                                        | 2008       | N   | 1285 | Das an der Kliffküste der oberen Bay of Fundy in Nova Scotia gelegene Joggins Fossil Cliffs ist eine der weltweit bedeutendsten Fundstellen für fossile Pflanzen und Tiere aus dem Oberkarbon. |
| (weitere Bilder)                                  | Kulturlandschaft Grand Pré (Lage)                                         | 2012       | K   | 1404 | Die geschützte Kulturlandschaft wird vom Gaspereau River im Osten, dem Cornwallis River im Westen, Long Island im Norden sowie der Gemeinde Grand Pré im Süden begrenzt. Die Kulturlandschaft zeigt die Entwicklung des landwirtschaftlichen Ackerland mit seinen Deichen und einem Schleusensystem durch die französischen Siedler im 17. Jahrhundert. |
| (weitere Bilder)                                  | Baskische Walfangstation Red Bay (Lage)                                   | 2013       | K   | 1412 | Die Ortschaft war im 17. Jahrhundert ein historisches Zentrum des baskischen Walfangs. |
| (weitere Bilder)                                  | Mistaken Point (Lage)                                                     | 2016       | N   | 1497 | Am Mistaken Point wurden die ältesten Funde multizellulären Lebens auf der Erde – mit 560 bis 575 Millionen Jahre alten Fossilien – ausgegraben. |
| (weitere Bilder)                                  | Pimachiowin Aki (Lage)                                                    | 2018       | K/N | 1415 | Das Gebiet umfasst das Land von vier First Nations aus dem Volk der Anishinabe und angrenzende Schutzgebiete, darunter den Atikaki Provincial Wilderness Park in Manitoba sowie den Woodland Caribou Provincial Park und die Eagle-Snowshoe Conservation Reserve in Ontario |
| Steininschriften / Áísínai’pi                     | Steininschriften / Áísínai’pi (Lage)                                      | 2019       | K   | 1597 | Der Writing-on-Stone Provincial Park, in der Sprache der Blackfoot Áísínai’pi (es ist aufgezeichnet) genannt, beherbergt die größte Ansammlung von Felsmalereien in Nordamerikas Great Plains und ist eine heilige Stätte der Blackfoot. |
| Kulturlandschaft Tr’ondëk-Klondike                | Kulturlandschaft Tr’ondëk-Klondike                                        | 2023       | K   | 1564 | Umfasst archäologische Stätten der Tr’ondek Hwech’in First Nation, die zeigen wie die Anpassung an die durch den Goldrausch am Klondike hervorgerufenen Veränderungen verlief. Zur Welterbestätte gehören Fort Reliance, Forty Mile, Dënezhu Graveyard, Fort Cudahy und Fort Constantine, Tr’ochëk, Dawson City, Moosehide und Black City. Erfülltes Kriterium für Welterbe: iv. |
| Insel Anticosti                                   | Insel Anticosti (Lage)                                                    | 2023       | N   | 1686 | Eines der besterhaltenen Zeugnisse für das erste Massenaussterben der Tierwelt vor 447-437 Mio. Jahren. Erfülltes Kriterium für Welterbe: viii. |

## Tentativliste
In der Tentativliste sind die Stätten eingetragen, die für eine Nominierung zur Aufnahme in die Welterbeliste vorgesehen sind.

### Aktuelle Welterbekandidaten
Mit Stand 2023 sind zehn Stätten in der Tentativliste von Kanada eingetragen, die letzte Eintragung erfolgte im Dezember 2022.
Die folgende Tabelle listet die Stätten in chronologischer Reihenfolge nach dem Jahr ihrer Aufnahme in die Tentativliste.
| Bild                                            | Bezeichnung                                                                              | Jahr | Typ | Ref. | Beschreibung |
| ----------------------------------------------- | ---------------------------------------------------------------------------------------- | ---- | --- | ---- | --- |
| Gwaii-Haanas-Nationalpark                       | Gwaii-Haanas-Nationalpark (Lage)                                                         | 2004 | K/N | 1938 | Nationalpark im Südteil des Archipels von Haida Gwaii (Queen Charlotte Islands) Die zu dem Nationalpark zählende Insel SG̱aang Gwaii (Anthony Island) gehört seit 1981 zum UNESCO-Weltkulturerbe (Ref. 157)  |
| Ivvavik / Vuntut / Herschel Island (Qikiqtaruk) | Ivvavik / Vuntut / Herschel Island (Qikiqtaruk)                                          | 2004 | K/N | 1939 | Das Schutzgebiet erstreckt sich auf 15.500 km² entlang des Yukons und umfasst den Vuntut-Nationalpark (Lage), den Ivvavik-Nationalpark (Lage) und den Herschel Island – Qikiqtaruk Territorial Park (Lage). |
| Quttinirpaaq-Nationalpark                       | Quttinirpaaq-Nationalpark (Lage)                                                         | 2004 | K/N | 1943 | Im Nationalpark befindet sich unter anderem der Barbeau Peak (2616 m). |
|                                                 | Hecate-Straße und Queen-Charlotte-Sound-Glasschwammriff-Marineschutzgebiet               | 2018 | N   | 6338 | Nominiert sind die Hecate-Straße und das Queen-Charlotte-Sound-Glasschwammriff-Marineschutzgebiet |
|                                                 | Qajartalik                                                                               | 2018 | K   | 6339 | Qajartalik ist eine einzigartige Felskunststätte in der Arktis, die unzählige Petroglyphen umfasst. |
| Sirmilik Glacier                                | Sirmilik-Nationalpark und Tallurutiup Imanga (geplant) National Marine Conservation Area | 2018 | N   | 6340 | |
| Blowdown Lake                                   | Stein Valley                                                                             | 2018 | N   | 6341 | |
| Wanuskewin                                      | Wanuskewin                                                                               | 2018 | K   | 6342 | |
|                                                 | Yukon Ice Patches                                                                        | 2018 | K   | 6343 | Die Yukon Ice Patches sind eine Gruppe von international bedeutenden archäologischen Stätten, im südlichen Yukon.                                                                                           |
| Heart's Content Kabelstation                    | Transatlantisches Kabel Ensemble (Kanada)                                                | 2022 | K   | 6631 | Transatlantisches Kabel ist gemeinsamer Vorschlag mit Irland |

### Ehemalige Welterbekandidaten
Diese Stätten standen früher auf der Tentativliste, wurden jedoch wieder zurückgezogen oder von der UNESCO abgelehnt. Stätten, die in anderen Einträgen auf der Tentativliste enthalten oder Bestandteile von Welterbestätten sind, werden hier nicht berücksichtigt.
| Bild                                        | Bezeichnung                                 | Jahr      | Typ | Ref. | Beschreibung                                                                        |
| ------------------------------------------- | ------------------------------------------- | --------- | --- | ---- | ----------------------------------------------------------------------------------- |
| Lancastersund                               | Lancastersund (Lage)                        | 1980–1996 | N   |      | Lebensraum für Eisbären, Wale, Schneegänse etc.                                     |
| Funk Island                                 | Funk Island (Lage)                          | 1980–1996 | N   |      | Brutstätte für viele Vogelarten                                                     |
| Prince Leopold Island                       | Prince Leopold Island (Lage)                | 1980–1996 | N   |      | Brutstätte für viele Vogelarten                                                     |
| Lac la Ronge oder die Parks von Quetico     | Lac la Ronge oder die Parks von Quetico     | 1980–1996 | N   |      | Der Lac la Ronge oder der Quetico Provincial Park                                   |
| Thompson River                              | Thompson River (Lage)                       | 1980–1996 | N   |      |                                                                                     |
| Die Großen Seen (Bai de George/Fathom Five) | Die Großen Seen (Bai de George/Fathom Five) | 1980–1996 | N   |      | Die Bai de George und der Fathom Five National Marine Park am Rande der Großen Seen |
| Die Pingos von Tuktoyaktuk                  | Die Pingos von Tuktoyaktuk (Lage)           | 1980–1996 | N   |      | Schutzgebiet für Pingos (erdbedeckte Eiskerne) in der Nähe von Tuktoyaktuk          |